# Sandton
Sandton er en forstad til Johannesburg og ligger i byens nordlige del. Den er en kombination af to byer, Sandown og Bryanston.
Den er en af de mere velhavende forstæder til Johannesburg og huser nu både Børsen og en række internationale firmaer og banker, der er flyttet fra Johannesburgs centrum til Sandton på grund af for meget kriminalitet i midtbyen. Forstaden huser både Johannesburg Central Business District og shoppingcentret Sandton City.